# Villa Pera
Villa Pera aan de Eemnesserweg 69 is een rijksmonument in Baarn in de provincie Utrecht. 
De villa werd gebouwd in 1886 en is genoemd naar de voorstad Pera van Constantinopel: de eerste bewoner ervan, een zekere J. Harbrink Numan, zou door handel met Pera zijn geld hebben verdiend.
Pera is begin 21e eeuw volledig gerestaureerd. Rechts van de villa staat een opvallend tuinhuis.